# Osoto otoshi

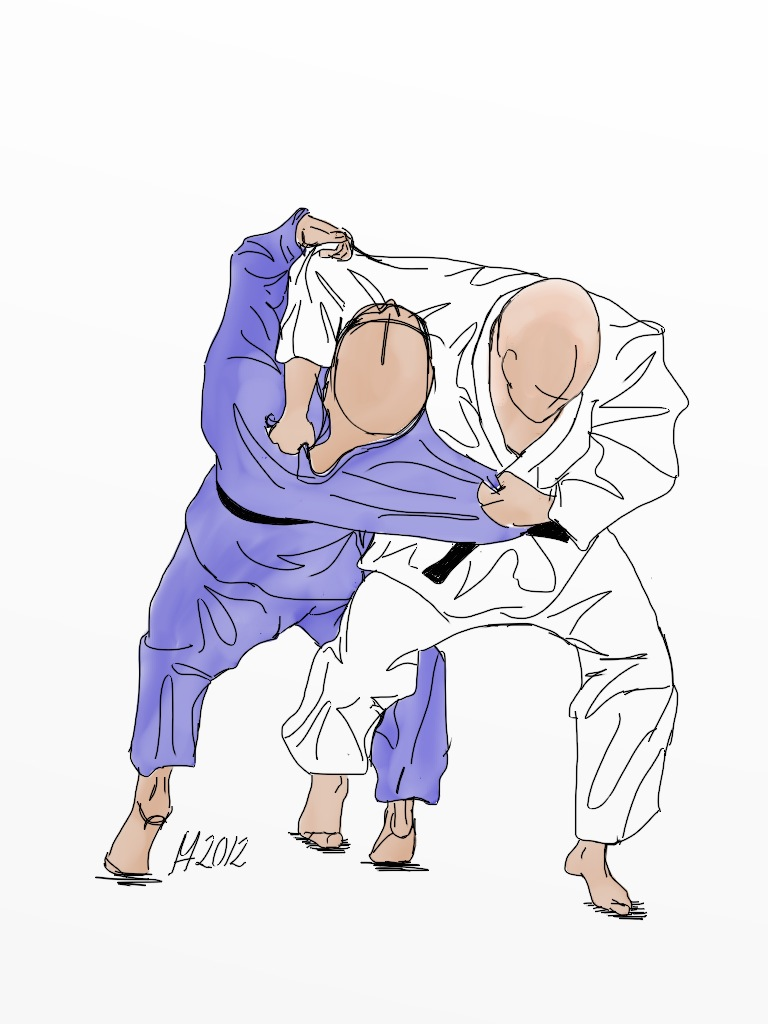
Osoto otoshi.

Osoto otoshi (大外落?) es una de las proyecciones de habukareta-waza de judo. Pertenece al cuarto grupo (Yonkyo) de los movimientos del kodokan judo en el Gokyo no waza, y es clasificada como técnica de pierna o ashiwaza.

## Ejecución
En este movimiento, el atacante (tori) se sitúa frente a frente con el defensor (uke) y rodea su cuello con un brazo, situándose a su lado. Entonces desliza una pierna por detrás de las del oponente y se inclina bruscamente hacia delante al tiempo que retrae la pierna formando una zancadilla, arrojando al uke de espaldas al piso.

## En la lucha libre profesional
El osoto otoshi fue innovado en la lucha libre profesional de Japón por el judoka Naoya Ogawa bajo el nombre de Space Tornado Ogawa o STO. Debido a ello, es conocida como STO en la lucha libre estadounidense.